# Kamienica przy ulicy Prusa 5 we Wrocławiu
Kamienica przy ulicy Bolesława Prusa 5 i Świętokrzyskiej 53/57 – zabytkowa secesyjna kamienica znajdująca się we Wrocławiu u zbiegu ulic ul. Prusa i Świętokrzyskiej.
Kamienica zajmująca narożną działkę u zbiegu dzisiejszych ulic Bolesława Prusa (dawniej Lehmdamm) i Świętokrzyskiej (Kreuzstraße) powstała w roku 1902. Inwestorem był architekt Bruno Löffenholz, a projekt fasady wykonał inny architekt – Wilhelm Heller, który kierował też pracami budowlanymi.
Kamienica stanowi jeden z najciekawszych przykładów architektury secesji wielorodzinnego budownictwa mieszkaniowego we Wrocławiu. Zbudowana jest na planie miękkiego łuku, posiada cztery kondygnacje mieszkalne, parter przeznaczony na sklepy oraz poddasze. Zwieńczeniem budynku jest występujący znacznie przed lico elewacji zaokrąglony gzyms okapowy. Wewnątrz znajdują się dwie klatki schodowe. Fasada rozplanowana jest asymetrycznie, jej wertykalne podziały zaznaczone są trzema dwukondygnacyjnymi wykuszami i balkonami, parter boniowany. Na wyższych kondygnacjach fasady umieszczono liczne, typowe dla secesji, zdobienia w postaci motywów roślinnych. Na wysokości poddasza umieszczono polichromię z motywem wschodzącego słońca i wici bluszczu.
Po roku 1945 kamienica stopniowo niszczała tracąc m.in. znaczną część tynku i ozdób fasady. W dniu 21 lutego 1972 r. została wpisana do rejestru zabytków. Generalny remont przywracający budynkowi wygląd pierwotny wykonano w roku 2006.
Detale fasady

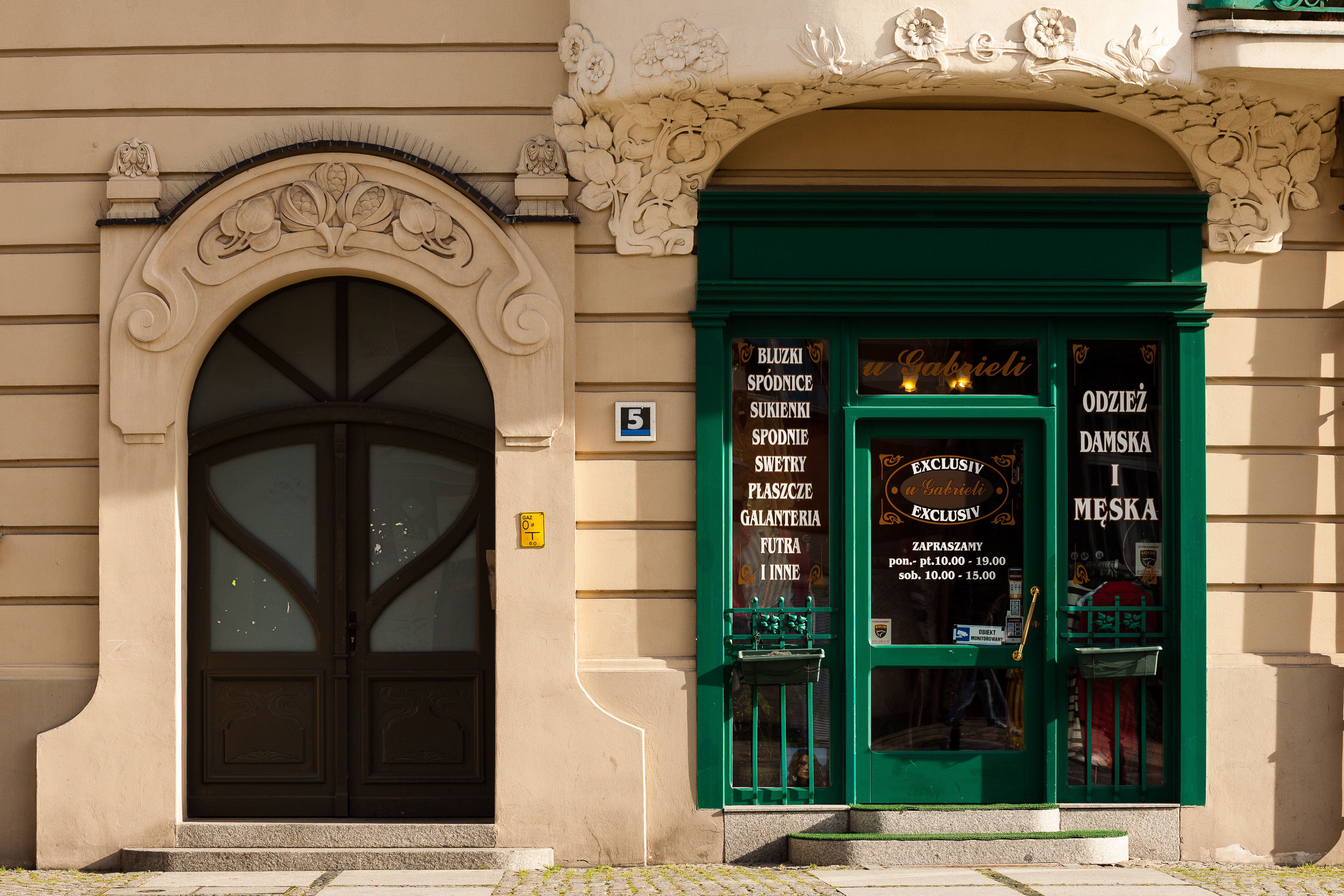
Fragment parteru
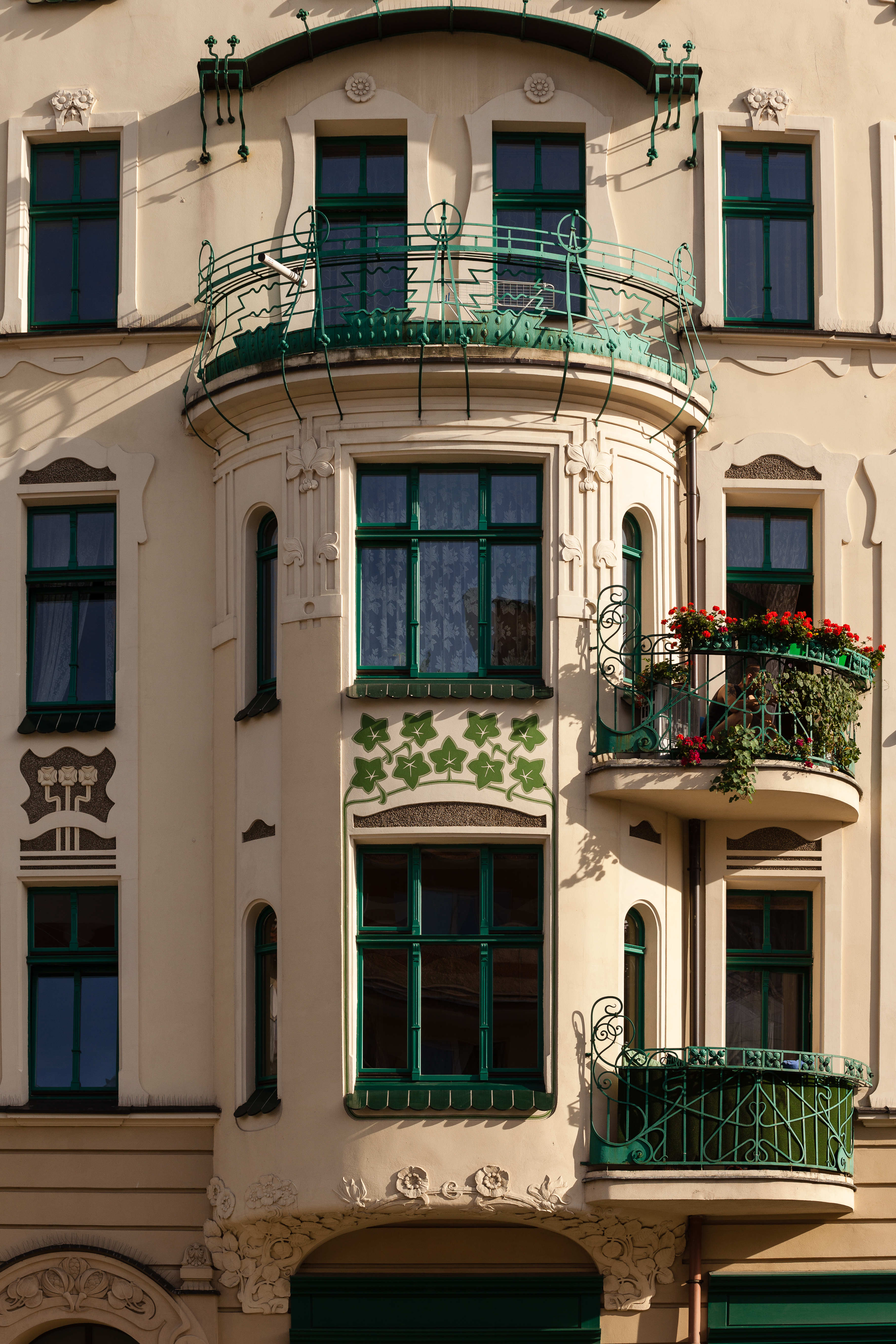
Wykusz i balkony
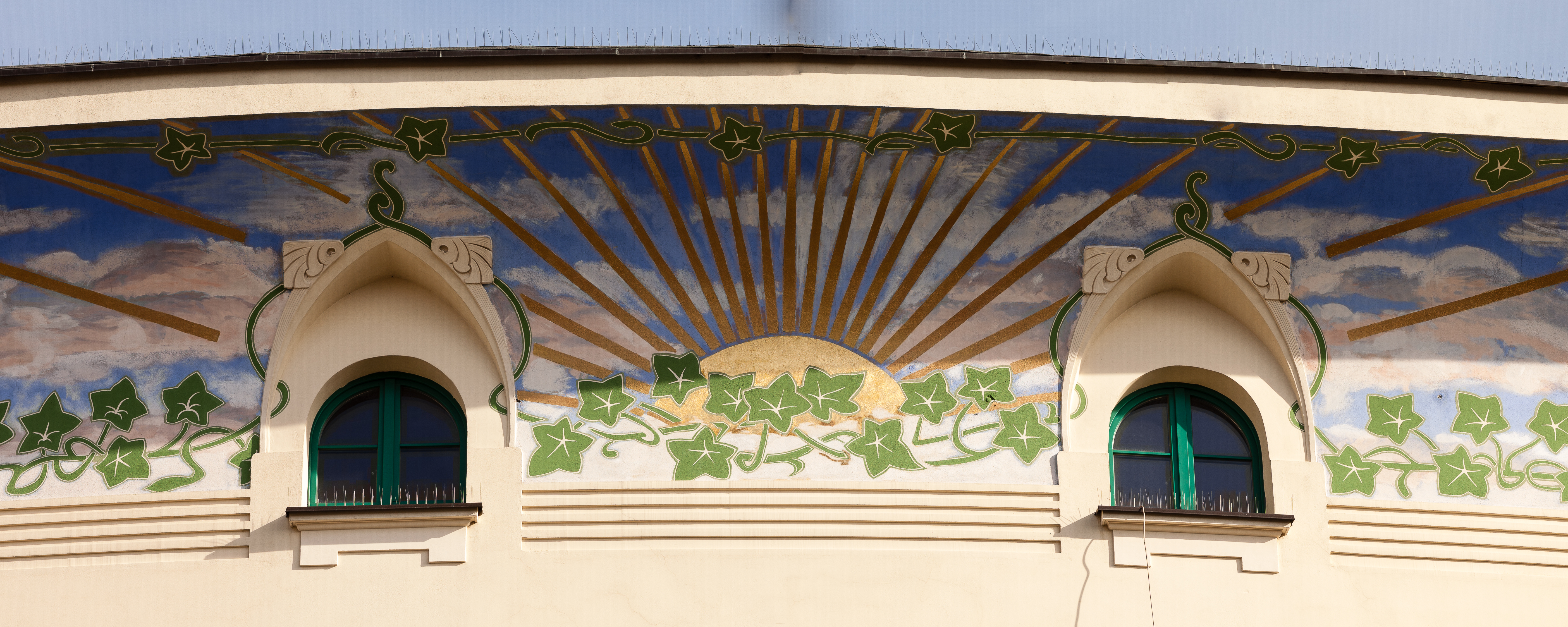
Fragment polichromii na wysokości poddasza

## Literatura
- Rafał Eysymontt, Jerzy Ilkosz, Agnieszka Tomaszewicz, Jadwiga Urbanik (red.): Leksykon architektury Wrocławia. Wrocław: Via Nova, 2011. Brak numerów stron w książce